# Tyrkisk lira
Tyrkisk lira (valutakode TL (tidligere YTL) (tyrkisk: Türk lirası) er en valuta, der anvendes i Tyrkiet. Den blev indført den 1. januar 2005 som led i en redenominering af den hidtidige valuta. Den tilsvarer 1 million "gamle lira" (som var gyldig resten af året). Efter en periode, hvor det kun var tilladt at bruge YTL, blev "Y" fjernet den 1.januar 2009, hvorefter valutaen igen benævnes TL.

## Specifikationer
- Valutakode: TL (Türk lirası), ISO 4217-koden for den nye valuta er "TRY".
- Enheder: 200, 100, 50, 20, 10, 5 og 1 TL
- Mønter: 1 YTL og 50, 25, 10, 5 og 1kuruş

## Historie
På grund af den hyperinflation som Tyrkiet oplevede i perioden fra 1970'erne og op til 1990'erne, blev den tyrkiske valuta kraftigt deprecieret. Fra et gennemsnit på 9 lira pr. amerikansk dollar ved slutningen af 1960'erne blev vekselkursen hele 1,65 millioner lira pr. amerikansk dollar i slutningen af 2001. Statsminister Recep Tayyip Erdoğan kaldte dette en "national skam".
Selv om tilstanden bedrede sig noget, vedtog det tyrkiske parlament i december 2004 en lov, der tillod, at man fjernede seks nuller fra valutaen.
| Artikelstump | Spire Denne artikel om penge eller valuta er en spire som bør udbygges. Du er velkommen til at hjælpe Wikipedia ved at udvide den. |